# Mark Lynas

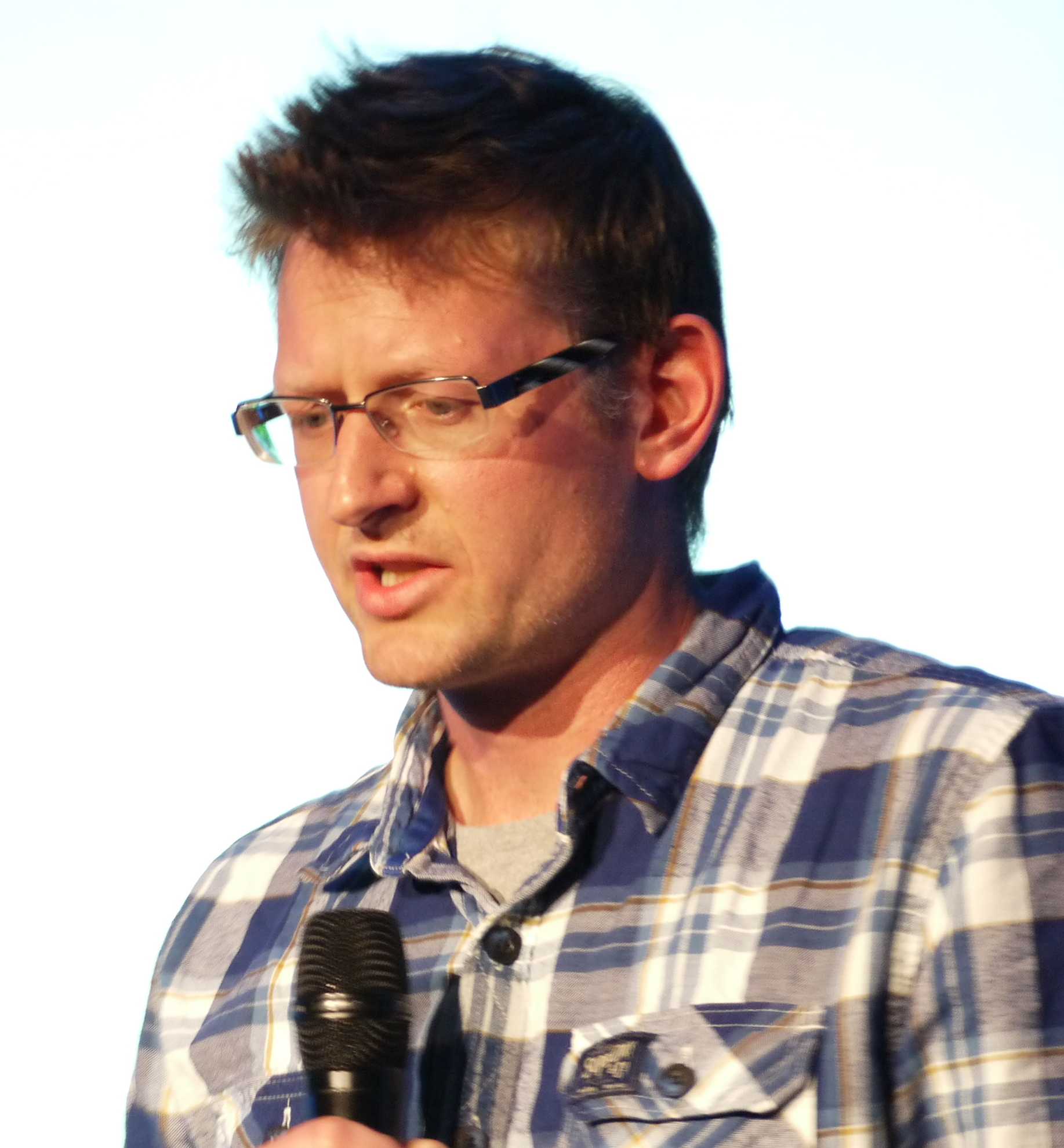
Mark Lynas przemawia na konferencji QED w Manchesterze w Anglii w 2013 roku

Mark Lynas (ur. 1973) – brytyjski dziennikarz, autor i działacz na rzecz ochrony przyrody, koncentrujący się na zmianach klimatu. Ukończył historię i politykę na Uniwersytecie Edynburskim. Obecnie mieszka w Oksfordzie, w Wielkiej Brytanii.
W 2007 roku opublikował „Gem Carbon Counter”, który zawiera wskazówki do obliczania emisji dwutlenku węgla przez pojedynczych ludzi i zalecenia mówiące o tym, jak zmniejszyć emitowanie tego gazu do atmosfery, a co za tym idzie wpływ na klimat Ziemi.
Mark Lynas znany jest przede wszystkim z książki „Six Degrees: Our Future on a Hotter Planet”, gdzie szczegółowo opisane są efekty, jakie przyniesie wzrost globalnej temperatury o każdy kolejny stopień. Lynas był także współtwórcą, scenarzystą filmu dokumentalnego „Six Degrees: Could Change the World” – Sześć stopni: może zmienić świat. Film został wyprodukowany w 2008 roku i emitowany przez National Geographic Channel. W listopadzie 2009 roku, Mohammed Nasheed, prezydent Malediwów mianował Lynasa na swojego doradcę do spraw zmian klimatycznych (Malediwy są państwem szczególnie zagrożonym przez skutki globalnego ocieplenia).

## Zmiana stanowiska i poparcie GMO
W styczniu 2013, w wykładzie na Oxford Farming Conference, Mark Lynas szczegółowo opisał swoją przemianę z organizatora europejskiego ruchu anty-GMO w zwolennika tej technologii. „…w 2008 roku wciąż pisałem tyrady w Guardianie atakując GM – mimo że nigdy nie prowadziłem badań naukowych w tej dziedzinie, a moje rozumienie tematu było raczej ograniczone. Nie wydaje mi się żebym przeczytał choćby jedną rzetelną, zrecenzowaną pracę naukową z biotechnologii czy botaniki…” Przeprosił za wandalizowanie badań genetycznie modyfikowanych zbóż i poparł zmianę stanowiska stwierdzając: „antynaukowa filozofia ochrony przyrody stawała się coraz bardziej nieprzystająca do mojej naukowej filozofii ochrony przyrody związanej ze globalnym ociepleniem”. Lynas skrytykował organizacje, z którymi był wcześniej wiązany, włączając w to Greenpeace oraz „organiczne” stowarzyszenia kupieckie takie jak U.K. Soil Association, za ignorowanie faktów naukowych dotyczących bezpieczeństwa genetycznie modyfikowanych zbóż i korzyści z nich płynących, ponieważ stały one w konflikcie z ideologią tychże organizacji, powiedział również, że „był w całkowitym błędzie przeciwstawiając się GMO”. Jednak naukowe podstawy jego zmiany stanowiska zostały zakwestionowane przez GM-Free Cymru oraz blog profesora filozofii na UC Davis, Roberty L. Millstein.